# 노무라 다다히로
노무라 다다히로(일본어: 野村 忠宏, 1974년 12월 10일~)는 일본의 전직 유도 선수이다. 1996년, 2000년, 2004년 하계 올림픽 남자 엑스트라라이트급 금메달을 획득하여 올림픽 유도 역사상 최초로 3연속 우승을 달성했다. 현재까지 올림픽 유도 3연패를 달성한 선수는 그가 유일하다. 또한 세계 유도 선수권 대회에서 금메달 1개, 동메달 1개를 획득했다.
유도 선수로 활동하며 의학 공부를 하여 히로사키 대학 대학원에서 박사 학위를 취득했고, 도시샤 대학 등에서 약학 교수를 지내기도 했다. 

## 같이 보기
- 올림픽 유도 메달리스트 목록
- 올림픽 다관왕 목록